# Formule 3 Euro Series 2004
Le championnat  de Formule 3 Euro Series 2004 a été remporté par le Britannique Jamie Green, sur une Dallara-Mercedes de l'écurie ASM Formule 3.

## Engagés
| Équipe                                         | Voiture                       | No. | Pilote                | Cat. | Manches |
| ---------------------------------------------- | ----------------------------- | --- | --------------------- | ---- | ------- |
| Prema Powerteam                                | Dallara F304 Opel             | 1   | Katsuyuki Hiranaka    |      | 1–5     |
| Prema Powerteam                                | Dallara F303 Opel             | 1   | Katsuyuki Hiranaka    | 6–10 |         |
| Prema Powerteam                                | Dallara F304 Opel             | 2   | Franck Perera         |      | toutes  |
| Prema Powerteam                                | Dallara F304 Opel             | 26  | Roberto Streit (en)   | R    | toutes  |
| Prema Powerteam                                | Dallara F304 Opel             | 41  | Kohei Hirate          | R    | 8, 10   |
| ASL-Mücke Motorsport / ADAC Berlin-Brandenburg | Dallara F304 Opel             | 3   | Bruno Spengler        |      | toutes  |
| ASL-Mücke Motorsport / ADAC Berlin-Brandenburg | Dallara F304 Opel             | 4   | Robert Kubica         |      | toutes  |
| ASM Formule 3                                  | Dallara F303 Mercedes/HWA     | 5   | Alexandre Prémat      |      | toutes  |
| ASM Formule 3                                  | Dallara F303 Mercedes/HWA     | 6   | Jamie Green           |      | toutes  |
| ASM Formule 3                                  | Dallara F303 Mercedes/HWA     | 27  | Eric Salignon         |      | 1–8     |
| ASM Formule 3                                  | Dallara F303 Mercedes/HWA     | 27  | Adrian Sutil          | R    | 10      |
| Opel Team KMS                                  | Dallara F303 Opel             | 7   | Alexandros Margaritis |      | 1–6     |
| Opel Team KMS                                  | Dallara F303 Opel             | 7   | Ruben Carrapatoso     |      | 7–10    |
| Opel Team KMS                                  | Dallara F303 Opel             | 8   | Robert Kath           | R    | 1–6     |
| Opel Team Signature                            | Dallara F302 Opel             | 9   | Giedo van der Garde   | R    | toutes  |
| Opel Team Signature                            | Dallara F302 Opel             | 10  | Nicolas Lapierre      |      | toutes  |
| Opel Team Signature                            | Dallara F302 Opel             | 29  | Loïc Duval            | R    | toutes  |
| Opel Team Signature                            | Dallara F302 Opel             | 30  | Gregory Franchi       | R    | 1–8, 10 |
| Team Rosberg                                   | Dallara F303 Opel             | 11  | Nico Rosberg          |      | toutes  |
| Team Rosberg                                   | Dallara F303 Opel             | 12  | Andreas Zuber         |      | toutes  |
| Team Ghinzani                                  | Dallara F302 Honda/Mugen      | 14  | Philipp Baron         |      | toutes  |
| Team Ghinzani                                  | Dallara F302 Honda/Mugen      | 15  | Derek Hayes           |      | 9       |
| Team Ghinzani                                  | Dallara F302 Honda/Mugen      | 31  | Marco Bonanomi        | R    | toutes  |
| Maximilian Götz                                | Dallara F303 Toyota/TOM'S     | 18  | Maximilian Götz       | R    | 1–9     |
| Ross Zwolsman                                  | Dallara F302 Toyota/TOM'S     | 19  | Ross Zwolsman         | R    | 1       |
| Swiss Racing Team                              | Dallara F302 Opel             | 20  | Fernando Rees         |      | 1       |
| Swiss Racing Team                              | Dallara F302 Opel             | 20  | Peter Elkmann         |      | 5–10    |
| Swiss Racing Team                              | Dallara F302 Opel             | 21  | Dennis Furchheim      | R    | 1–2     |
| Swiss Racing Team                              | Dallara F302 Opel             | 21  | Alejandro Núñez       |      | 6–10    |
| HBR Motorsport                                 | Dallara F304 Opel             | 22  | Daniel la Rosa        |      | toutes  |
| HBR Motorsport                                 | Dallara F303 Opel             | 23  | Hannes Neuhauser      | R    | toutes  |
| Team Kolles                                    | Dallara F303 Mercedes/HWA     | 24  | Adrian Sutil          | R    | 1–9     |
| Team Kolles                                    | Dallara F303 Mercedes/HWA     | 24  | Maximilian Götz       | R    | 10      |
| Team Kolles                                    | Dallara F302 Mercedes/HWA     | 25  | Tom Kimber-Smith      | R    | toutes  |
| Manor Motorsport                               | Dallara F302 Mercedes/HWA     | 34  | Charles Zwolsman      | R    | toutes  |
| Manor Motorsport                               | Dallara F302 Mercedes/HWA     | 35  | Lewis Hamilton        | R    | toutes  |
| Coloni Motorsport                              | Lola-Dome F106/03 Honda/Mugen | 37  | Christian Montanari   | R    | 1–2     |
| Coloni Motorsport                              | Lola-Dome F106/03 Honda/Mugen | 38  | Toni Vilander         | R    | 1–2     |
| AB Racing Performance                          | Dallara F303 Opel             | 40  | Alexandros Margaritis |      | 7–10    |

| Icône | Légende                        |
| ----- | ------------------------------ |
| R     | Rookie Cup (meilleur débutant) |

## Règlement sportif
- L'attribution des points s'effectue selon le barème 10,8,6,5,4,3,2,1 - L'auteur de la pole position inscrit un point.

## Résultats
| Épreuve | Course | Circuit        | Date         | Pole position    | Meilleur tour    | Vainqueur pilote | Vainqueur écurie         | Vainqueur rookie    |
| ------- | ------ | -------------- | ------------ | ---------------- | ---------------- | ---------------- | ------------------------ | ------------------- |
| 1       | R1     | Hockenheimring | 17 avril     | Alexandre Prémat | Alexandre Prémat | Nico Rosberg     | Team Rosberg             | Franck Perera       |
| 1       | R2     | Hockenheimring | 18 avril     | Jamie Green      | Jamie Green      | Nico Rosberg     | Team Rosberg             | Giedo van der Garde |
| 2       | R1     | Estoril        | 1er mai      | Alexandre Prémat | Jamie Green      | Alexandre Prémat | ASM Formule 3            | Loïc Duval          |
| 2       | R2     | Estoril        | 2 mai        | Nicolas Lapierre | Eric Salignon    | Eric Salignon    | ASM Formule 3            | Roberto Streit (en) |
| 3       | R1     | Adria          | 15 mai       | Adrian Sutil     | Jamie Green      | Jamie Green      | ASM Formule 3            | Giedo van der Garde |
| 3       | R2     | Adria          | 16 mai       | Jamie Green      | Bruno Spengler   | Eric Salignon    | ASM Formule 3            | Franck Perera       |
| 4       | R1     | Pau            | 30 mai       | Eric Salignon    | Jamie Green      | Jamie Green      | ASM Formule 3            | Franck Perera       |
| 4       | R2     | Pau            | 31 mai       | Alexandre Prémat | Nicolas Lapierre | Nicolas Lapierre | OPEL Team Signature-Plus | Roberto Streit (en) |
| 5       | R1     | Norisring      | 26 juin      | Lewis Hamilton   | Alexandre Prémat | Lewis Hamilton   | Manor Motorsport         | Loïc Duval          |
| 5       | R2     | Norisring      | 27 juin      | Jamie Green      | Lewis Hamilton   | Alexandre Prémat | ASM Formule 3            | Roberto Streit (en) |
| 6       | R1     | Magny-Cours    | 3 juillet    | Jamie Green      | Jamie Green      | Jamie Green      | ASM Formule 3            | Loïc Duval          |
| 6       | R2     | Magny-Cours    | 4 juillet    | Nico Rosberg     | Lewis Hamilton   | Alexandre Prémat | ASM Formule 3            | Giedo van der Garde |
| 7       | R1     | Nürburgring    | 31 juillet   | Jamie Green      | Nico Rosberg     | Nico Rosberg     | Team Rosberg             | Giedo van der Garde |
| 7       | R2     | Nürburgring    | 1er août     | Nico Rosberg     | Jamie Green      | Jamie Green      | ASM Formule 3            | Franck Perera       |
| 8       | R1     | Zandvoort      | 4 septembre  | Eric Salignon    | Eric Salignon    | Eric Salignon    | ASM Formule 3            | Giedo van der Garde |
| 8       | R2     | Zandvoort      | 5 septembre  | Eric Salignon    | Eric Salignon    | Jamie Green      | ASM Formule 3            | Giedo van der Garde |
| 9       | R1     | Brno           | 18 septembre | Alexandre Prémat | Jamie Green      | Jamie Green      | ASM Formule 3            | Franck Perera       |
| 9       | R2     | Brno           | 19 septembre | Alexandre Prémat | Jamie Green      | Jamie Green      | ASM Formule 3            | Giedo van der Garde |
| 10      | R1     | Hockenheimring | 2 octobre    | Nicolas Lapierre | Alexandre Prémat | Nicolas Lapierre | OPEL Team Signature-Plus | Franck Perera       |
| 10      | R2     | Hockenheimring | 3 octobre    | Adrian Sutil     | Nicolas Lapierre | Nicolas Lapierre | OPEL Team Signature-Plus | Roberto Streit (en) |

## Classement

### Pilotes
| Classement | Pilote                | Pays        | Voiture          | Écurie           | Nombre de points |
| ---------- | --------------------- | ----------- | ---------------- | ---------------- | ---------------- |
| 1er        | Jamie Green           | Royaume-Uni | Dallara-Mercedes | ASM Formule 3    | 139              |
| 2e         | Alexandre Prémat      | France      | Dallara-Mercedes | ASM Formule 3    | 88               |
| 3e         | Nicolas Lapierre      | France      | Dallara-Opel     | Signature        | 85               |
| 4e         | Nico Rosberg          | Allemagne   | Dallara-Opel     | Team Rosberg     | 70               |
| 5e         | Lewis Hamilton        | Royaume-Uni | Dallara-Mercedes | Manor Motorsport | 68               |
| 6e         | Eric Salignon         | France      | Dallara-Mercedes | ASM Formule 3    | 64               |
| 7e         | Robert Kubica         | Pologne     | Dallara-Mercedes | Mücke Motorsport | 53               |
| 8e         | Franck Perera         | France      | Dallara-Opel     | Prema Powerteam  | 48               |
| 9e         | Giedo Van der Garde   | Pays-Bas    | Dallara-Opel     | Signature        | 37               |
| 10e        | Roberto Streit        | Brésil      | Dallara-Opel     | Prema Powerteam  | 28               |
| 11e        | Bruno Spengler        | Canada      | Dallara-Mercedes | Mücke Motorsport | 27               |
| 12e        | Loïc Duval            | France      | Dallara-Opel     | Signature        | 22               |
| 13e        | Alexandros Margaritis | Grèce       | Dallara-Opel     | Team KMS         | 18               |
| 14e        | Daniel la Rosa        | Allemagne   | Dallara-Opel     | HBR              | 15               |
| 15e        | Katsuyuki Hiranaka    | Japon       | Dallara-Opel     | Prema Powerteam  | 9                |
| 16e        | Charles Zwolsman      | Pays-Bas    | Dallara-Mercedes | Manor Motorsport | 9                |
| 17e        | Adrian Sutil          | Allemagne   | Dallara-Mercedes | Team Kolles      | 9                |
| 18e        | Dennis Furchheim      | Allemagne   | Dallara-Opel     | Swiss Racing     | 5                |
| 19e        | Maximilian Götz       | Allemagne   | Dallara-Toyota   | TME              | 3                |
| 20e        | Tom Kimber-Smith      | Royaume-Uni | Dallara-Mercedes | Team Kolles      | 2                |

### Rookie
| Classement | Pilote              | Pays        | Voiture          | Écurie            | Nombre de points |
| ---------- | ------------------- | ----------- | ---------------- | ----------------- | ---------------- |
| 1er        | Franck Perera       | France      | Dallara-Opel     | Prema Powerteam   | 147              |
| 2e         | Giedo Van der Garde | Pays-Bas    | Dallara-Opel     | Signature         | 130              |
| 3e         | Roberto Streit      | Brésil      | Dallara-Opel     | Prema             | 116              |
| 4e         | Loïc Duval          | France      | Dallara-Opel     | Signature         | 91               |
| 5e         | Maximilian Götz     | Allemagne   | Dallara-Toyota   | TME               | 82               |
| 6e         | Adrian Sutil        | Allemagne   | Dallara-Mercedes | Team Kolles       | 72               |
| 7e         | Tom Kimber-Smith    | Royaume-Uni | Dallara-Mercedes | Team Kolles       | 36               |
| 8e         | Robert Kath         | Allemagne   | Dallara-Opel     | Opel Team KMS     | 36               |
| 9e         | Peter Elkmann       | Allemagne   | Dallara-Opel     | Swiss Racing Team | 28               |
| 10e        | Kohei Hirate        | Japon       | Dallara-Opel     | Prema Powerteam   | 13               |

### Nations
| Classement | Nation      | Nombre de points |
| ---------- | ----------- | ---------------- |
| 1er        | France      | 256              |
| 2e         | Royaume-Uni | 211              |
| 3e         | Allemagne   | 107              |
| 4e         | Pologne     | 61               |
| 5e         | Pays-Bas    | 50               |
| 6e         | Canada      | 31               |
| 7e         | Brésil      | 29               |
| 8e         | Grèce       | 21               |
| 9e         | Japon       | 13               |
| 10e        | Autriche    | 1                |